# California Gurls
"California Gurls" er en elektropop-sang af den amerikanske singer-songwriter Katy Perry og var førstesingle til hendes tredje studiealbum, Teenage Dream. Med på sangen er rapperen Snoop Dogg og den blev produceret af Dr. Luke, Max Martin og Benny Blanco. I følge Perry var sangen et modsvar til "Empire State of Mind" af Jay-Z og Alicia Keys. Sangen skulle oprindeligt sendes ud til radioerne den 25. maj 2010, men efter at klip fra Perrys nye album blev delt på internettet, skyndet hendes pladeselskab at få sendt sangen ud til radioerne den 7. maj 2010 og begyndte samtidig at streame sangen på hendes hjemmeside. Den blev efterfølgende udgivet på iTunes den 11. maj 2010. Sangen toppede som nummer et på Billboard Hot 100 i seks uger i streg og gav Perry sin anden nummer-et single i USA og Snoop Dogg sin tredje. I Danmark toppede sangen på Track top 40 som nummer fem. Sangen opnåede også en top-ti placering i over ti lande, heriblandt Australien, Canada, Irland, New Zealand og Storbritannien. Den 2. december 2010 modtog sangen en Grammy-nominering for 'Bedste vokale pop-samarbejde'.

## Andre versioner
1. Armand Van Helden Remix – 5:49
2. Passion Pit Main Mix – 4:12
3. Manhattan Clique Radio Edit – 3:45
4. Manhattan Clique Extended Radio Edit – 4:47
5. Manhattan Clique Long Beach Mix – 7:01
6. Manhattan Clique Malibu Dub – 5:47

## Hitlister
| Hitliste (2010)                                  | Højeste placering |
| ------------------------------------------------ | ----------------- |
| Australien (ARIA)                                | 1                 |
| Østrig (Ö3 Austria Top 40)                       | 3                 |
| Belgien (Ultratop 50 Flanderen)                  | 6                 |
| Belgien (Ultratop 50 Vallonien)                  | 3                 |
| Brasilien (Billboard) Hot 100 Airplay            | 12                |
| Brasilien (Billboard) Hot Pop Songs              | 5                 |
| Bulgarien (IFPI)                                 | 4                 |
| Canada (Canadian Hot 100)                        | 1                 |
| Tjekkiet (Rádio Top 100)                         | 8                 |
| Danmark (Track Top-40)                           | 5                 |
| Europa (European Hot 100 Singles)                | 1                 |
| Finland (Suomen virallinen lista)                | 2                 |
| Frankrig (SNEP)                                  | 5                 |
| Tyskland (Official German Charts)                | 3                 |
| Ungarn (Rádiós Top 40)                           | 1                 |
| Irland (IRMA)                                    | 1                 |
| Italien (FIMI)                                   | 3                 |
| Japan (Japan Hot 100)                            | 10                |
| Holland (Dutch Top 40)                           | 2                 |
| New Zealand (RIANZ)                              | 1                 |
| Norge (VG-lista)                                 | 5                 |
| Polen (ZPAV)                                     | 1                 |
| Polske Dancechart                                | 8                 |
| Skotland (Official Charts Company)               | 1                 |
| Slovakiet (Rádio Top 100)                        | 2                 |
| Spanien (PROMUSICAE)                             | 17                |
| Sverige (Sverigetopplistan)                      | 8                 |
| Schweiz (Schweizer Hitparade)                    | 4                 |
| Storbritannien Singles (Official Charts Company) | 1                 |
| USA Billboard Hot 100                            | 1                 |
| USA Adult Top 40 (Billboard)                     | 1                 |
| USA Dance Club Songs (Billboard)                 | 1                 |
| USA Mainstream Top 40 (Billboard)                | 1                 |

| Hitliste (2010)                              | Placering |
| -------------------------------------------- | --------- |
| Australske singlehitliste                    | 5         |
| Østrigske singlehitliste                     | 16        |
| Belgiske (Flandern) Ultratop singlehitliste  | 24        |
| Belgiske (Vallonien) Ultratop singlehitliste | 17        |
| Canadiske Hot 100                            | 1         |
| Danmark (Tracklisten)                        | 30        |
| European Hot 100 (Billboard)                 | 14        |
| Tyskland (Media Control AG)                  | 20        |
| Ungarske Airplay-liste                       | 14        |
| Irish Singles Chart                          | 10        |
| Italienske singlehitliste                    | 12        |
| Holland (Hollandske Top 40)                  | 17        |
| New Zealand (RIANZ)                          | 3         |
| Rumænske Top-100                             | 94        |
| Svenske singlehitliste (Sverigetopplistan)   | 39        |
| Schweiziske singlehitliste                   | 18        |
| UK Singles (The Official Charts Company)     | 8         |
| US Billboard Hot 100                         | 4         |
| US Adult Pop Songs                           | 7         |
| US Hot Dance Club Songs                      | 5         |
| US Pop Songs                                 | 5         |

| Land           | Certifikation |
| -------------- | ------------- |
| Australien     | 4× Platin     |
| Østrig         | Guld          |
| Belgien        | Guld          |
| Canada         | 4× Platin     |
| Canada         | Platin (MT)   |
| Danmark        | Guld          |
| Tyskland       | Platin        |
| Italien        | Platin        |
| Japan          | Guld          |
| New Zealand    | 2× Platin     |
| Sverige        | Platin        |
| Schweiz        | Platin        |
| Storbritannien | Platin        |
| United States  | 4× Platin     |

### Før og efter på hitlisterne
| Efterfulgte: "Not Afraid” af Eminem                                                 | Billboard Hot 100 nummer-et singler 19. juli – 24. juli 2010 | Efterfulgtes af: "Love the Way You Lie” af Eminem (feat. Rihanna)                             |
| Efterfulgte: "Shout" af Shout for England (featuring Dizzee Rascal og James Corden) | UK Singles Chart nummer-et singler 27. juni – 10. juli 2010  | Efterfulgtes af: "The Club is Alive” af JLS                                                   |
| Efterfulgte: "Alejandro" af Lady Gaga                                               | Polske hitliste nummer-et singler 17. juli - 23. juli 2010   | Efterfulgtes af: "Can't Fight This Feeling" af Junior Caldera (featuring Sophie Ellis-Bextor) |
| Efterfulgte: "Stereo Love" af Edward Maya & Vika Jigulina                           | Irland 24. juni - 15. juli 2010                              | Efterfulgtes af: "Love the Way You Lie” af Eminem (feat. Rihanna)                             |
| Efterfulgte: "Not Afraid” af Eminem                                                 | Canada 29. maj - 24. juli 2010                               | Efterfulgtes af: "Love the Way You Lie” af Eminem (feat. Rihanna)                             |
| Efterfulgte: "OMG" af Usher (feat. will.i.am)                                       | Australien 21. juni - 12. juli 2010                          | Efterfulgtes af: "Love the Way You Lie” af Eminem (feat. Rihanna)                             |
| Efterfulgte: "Young Blood" af The Naked and Famous                                  | New Zealand 28. juni - 12. juli 2010                         | Efterfulgtes af: "Love the Way You Lie” af Eminem (feat. Rihanna)                             |
| Efterfulgte: "Your Love is My Drug" af Kesha                                        | US Mainstream Top-40 3. juli - 14. august 2010               | Efterfulgtes af: "Love the Way You Lie” af Eminem (feat. Rihanna)                             |